# Zasetsu Chiten
Singles de Misono
Pochi
(2007) Juunin Toiro
(2007)
Zasetsu Chiten est le 7e single de Misono sorti sous le label Avex Trax le 12 septembre 2007 au Japon. Il atteint la 39e place du classement de l'Oricon, il reste classé pendant 2 semaines, pour un total de 3 700 exemplaires vendus. Il sort en format CD et CD+DVD.
Zasetsu Chiten et Black & White ~Kuroi Sunglasses Kaketa Hi Kara~ se trouvent sur l'album Sei -say-.

## Liste des titres
Toutes les paroles sont écrites par Misono.
| 1. | Zasetsu Chiten (挫折地点)                                                                     | Hinata Hidekazu | 3:48 |
| 2. | Black & White ~Kuroi Sunglasses Kaketa Hi Kara~ (黒いサングラスかけた日から)                  | Hinata Hidekazu | 3:33 |
| 3. | Zasetsu Chiten （Instrumental） (挫折地点)                                                    | Hinata Hidekazu | 3:47 |
| 4. | Black & White ~Kuroi Sunglasses Kaketa Hi Kara~ （Instrumental） (黒いサングラスかけた日から) | Hinata Hidekazu | 3:32 |

| 1. | Zasetsu Chiten (挫折地点)                                   |  |
| 2. | Misono Commentaire Vidéo (Misonoコメント映像)               |  |
| 3. | Zasetsu Chiten ~TV Spot 15 Seconds + 30 Seconds~ (挫折地点) |  |